# بيت أوبراين (لاعب كرة قاعدة)
بيت أوبراين (بالإنجليزية: Pete O'Brien)‏ هو لاعب كرة قاعدة أمريكي، ولد في 17 يونيو 1877 في بينغامتون في الولايات المتحدة، وتوفي في 31 يناير 1917 في جيرسي سيتي في الولايات المتحدة.

## وصلات خارجية
- بيت أوبراين (لاعب كرة قاعدة) على موقعبيزبول رفرنس.كوم (الدوري الرئيسي) (الإنجليزية)
- بيت أوبراين (لاعب كرة قاعدة) على موقعبيزبول رفرنس.كوم (الدوري الثانوي) (الإنجليزية)